# Listă de scriitori armeni
Aceasta este o listă cu scriitorii din Armenia:
- Yeghishe Charents
- Gurgen Mahari
- A. I. Bezzerides - (1908-2007)
- Adam Bagdasarian
- Alexander Movsesyan
- Alexander Varbetian - (1943 - )
- Ara Baliozian - (1936 - )
- Aram Saroyan - (1943 - )
- Artine Artinian - (1907-2005)
- Arto Der Haroutunian - (1940-1987)
- Atrpet - (1860-1937)
- Axel Bakunts - (1889-1937)
- Avetik Isahakyan - (1885-1957)
- Chris Bohjalian
- David Barsamian
- Garabet Ibrăileanu - (1871-1936)
- Gary Braver
- George Ouzounian (cunoscut ca „Maddox”) - (1978 - )
- Gevorg Emin - (1918-1998)
- Gheorghe Asachi (1788-1869)
- Ghazaros Aghayan - (1840-1911)
- Gregory of Narek (Krikor Naregatsi) - (951-1003)
- Henri Troyat (născut Levon Aslan Torossian) - (1911-2007)
- Hovhannes Shiraz - (1915-1984)
- Hovhannes Tumanyan - (1869-1923)
- Khachatur Abovian - (1805-1842)
- Levon Shant - (1869-1951)
- Martiros Kavoukjian
- Michael Arlen - (1895-1956)
- Michael Casey - (born 1947)
- Nancy Kricorian -
- Nicholas Adontz - (1871-1942)
- Paruyr Sevak - (1924-1971)
- Peter Balakian - (born 1951)
- Raffi (Hagop Hagopian) - (1835-1888)
- Rick Bayan - (1950 - )
- Sayat Nova - (1712-1795)
- Serj Tankian
- Siamanto (1878-1915)
- Silva Kaputikyan - (1919-2006)
- Smbat Shahaziz - (1840-1908)
- Vahan Tekeyan - (1878-1948)
- Varand - (1954 - )
- Vittoria Aganoor (1855-1910)
- Francis Veber - (1937 - )
- William Saroyan - (1908-1981)